# گراهام گیپسن
گراهام گیپسن (انگلیسی: Graham Gipson؛ زادهٔ ۲۱ مهٔ ۱۹۳۲) ورزشکار دو و میدانی اهل استرالیا است.